# Augny
Pour l’article ayant un titre homophone, voir Ogny.
Augny est une commune française située dans le département de la Moselle, en région Grand Est. La physionomie du petit village lorrain a profondément évolué en raison de son contexte « péri-urbain » : aux portes de la ville de Metz et au bord de la zone Actisud.

## Géographie
Augny est une petite ville d'environ 2 000 habitants située en Lorraine, dans le département de la Moselle, près de Metz. La commune possède comme écart le hameau de Neufchâtel-devant-Metz (ou Châtel-Saint-Blaise), les fermes de Brabant, Olry, Fristot, Prayelle, Noirville et Ancillon et le château de Grosyeux.

### Hydrographie
La commune est située dans le bassin versant du Rhin au sein du bassin Rhin-Meuse. Elle est drainée par le ruisseau du Grand Bouseux et le ruisseau du Ponce.

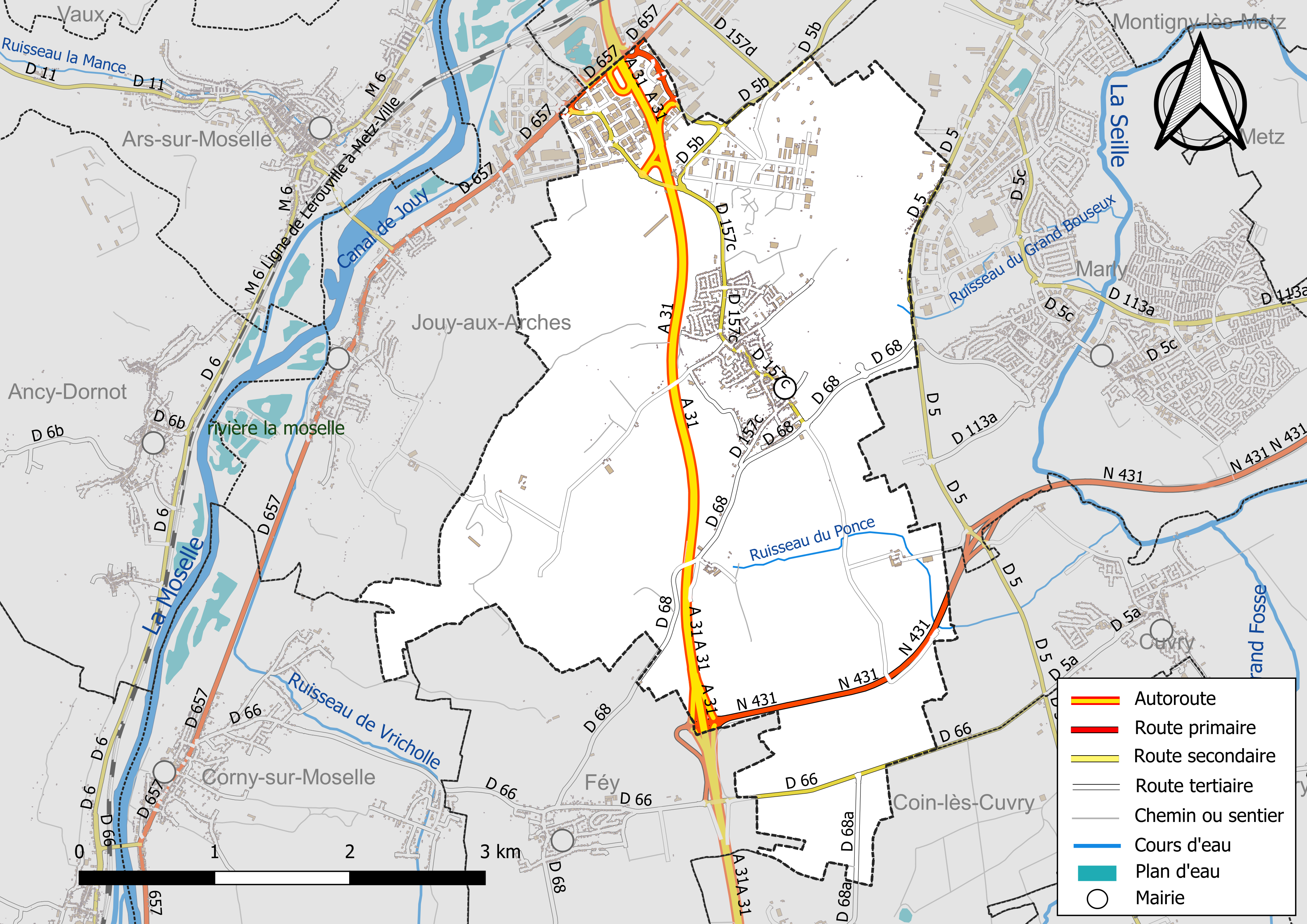
Réseaux hydrographique et routier d'Augny.

### Climat
Pour des articles plus généraux, voir Climat du Grand Est et Climat de la Moselle.
En 2010, le climat de la commune est de type climat océanique dégradé des plaines du Centre et du Nord, selon une étude du Centre national de la recherche scientifique s'appuyant sur une série de données couvrant la période 1971-2000. En 2020, Météo-France publie une typologie des climats de la France métropolitaine dans laquelle la commune est exposée à un climat semi-continental et est dans la région climatique Lorraine, plateau de Langres, Morvan, caractérisée par un hiver rude (1,5 °C), des vents modérés et des brouillards fréquents en automne et hiver.
Pour la période 1971-2000, la température annuelle moyenne est de 9,7 °C, avec une amplitude thermique annuelle de 16,7 °C. Le cumul annuel moyen de précipitations est de 739 mm, avec 11,8 jours de précipitations en janvier et 9 jours en juillet. Pour la période 1991-2020, la température moyenne annuelle observée sur la station météorologique installée sur la commune est de 11,1 °C et le cumul annuel moyen de précipitations est de 713,5 mm. 
La température maximale relevée sur cette station est de 39,7 °C, atteinte le 25 juillet 2019 ; la température minimale est de −23,2 °C, atteinte le 17 février 1956,,.
| Mois                                  | jan.             | fév.             | mars           | avril           | mai             | juin            | jui.           | août           | sep.            | oct.          | nov.             | déc.            | année      |
| ------------------------------------- | ---------------- | ---------------- | -------------- | --------------- | --------------- | --------------- | -------------- | -------------- | --------------- | ------------- | ---------------- | --------------- | ---------- |
| Température minimale moyenne (°C)     | 0                | 0,1              | 2,4            | 4,9             | 9               | 12,3            | 14,4           | 14             | 10,4            | 7,2           | 3,6              | 1               | 6,6        |
| Température moyenne (°C)              | 2,7              | 3,6              | 7              | 10,5            | 14,5            | 17,9            | 20,1           | 19,7           | 15,7            | 11,3          | 6,5              | 3,5             | 11,1       |
| Température maximale moyenne (°C)     | 5,4              | 7,1              | 11,6           | 16              | 20              | 23,6            | 25,8           | 25,5           | 20,9            | 15,4          | 9,4              | 6               | 15,6       |
| Record de froid (°C) date du record   | −20,1 02.01.1971 | −23,2 17.02.1956 | −15,3 01.03.05 | −5,1 13.04.1986 | −2,5 13.05.1941 | 1,9 02.06.1975  | 4,3 22.07.1980 | 3,9 31.08.1956 | −1,1 29.09.1972 | −6,2 29.10.12 | −11,7 23.11.1998 | −17 03.12.1973  | −23,2 1956 |
| Record de chaleur (°C) date du record | 16,1 05.01.1999  | 20,8 29.02.1960  | 25,1 31.03.21  | 29,6 18.04.1949 | 33,2 28.05.17   | 37,7 27.06.1947 | 39,7 25.07.19  | 39,5 08.08.03  | 34,3 15.09.20   | 28 13.10.23   | 23,3 02.11.20    | 18,1 04.12.1953 | 39,7 2019  |
| Précipitations (mm)                   | 61,9             | 56               | 51,1           | 45,1            | 56,9            | 56,1            | 59,8           | 59,3           | 61,5            | 64,8          | 64,5             | 76,5            | 713,5      |

| Diagramme climatique                                  |          |             |           |         |              |              |            |              |             |            |        |
| J                                                     | F        | M           | A         | M       | J            | J            | A          | S            | O           | N          | D      |
| 5,4061,9                                              | 7,10,156 | 11,62,451,1 | 164,945,1 | 20956,9 | 23,612,356,1 | 25,814,459,8 | 25,51459,3 | 20,910,461,5 | 15,47,264,8 | 9,43,664,5 | 6176,5 |
| Moyennes : • Temp. maxi et mini °C • Précipitation mm |          |             |           |         |              |              |            |              |             |            |        |

Les paramètres climatiques de la commune ont été estimés pour le milieu du siècle (2041-2070) selon différents scénarios d'émission de gaz à effet de serre à partir des nouvelles projections climatiques de référence DRIAS-2020. Ils sont consultables sur un site dédié publié par Météo-France en novembre 2022.

## Urbanisme

### Typologie
Au 1er janvier 2024, Augny est catégorisée bourg rural, selon la nouvelle grille communale de densité à sept niveaux définie par l'Insee en 2022.
Elle appartient à l'unité urbaine de Metz, une agglomération intra-départementale regroupant 42  communes, dont elle est une commune de la banlieue,,. Par ailleurs la commune fait partie de l'aire d'attraction de Metz, dont elle est une commune de la couronne,. Cette aire, qui regroupe 245 communes, est catégorisée dans les aires de 200 000 à moins de 700 000 habitants,.

### Occupation des sols

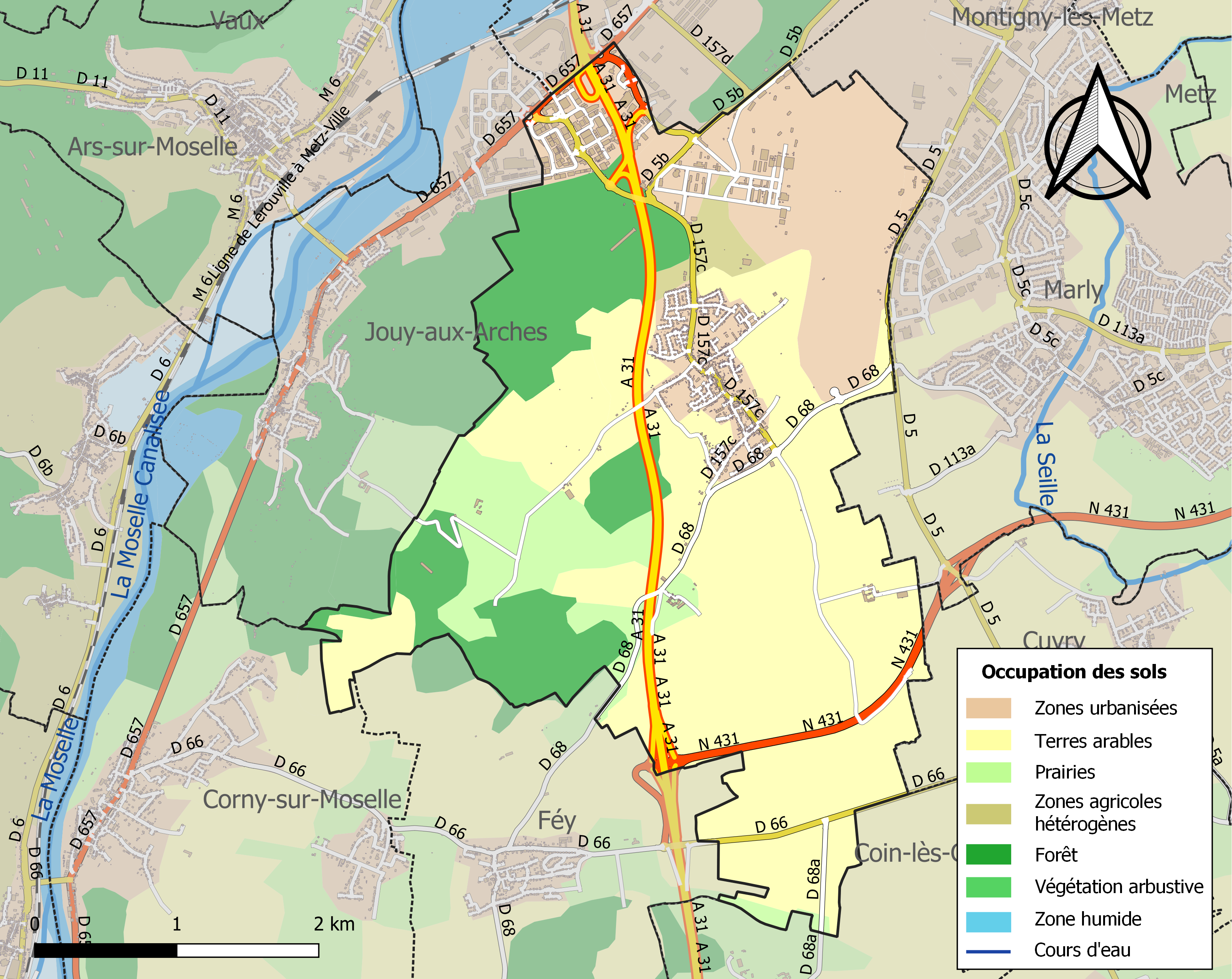
Carte des infrastructures et de l'occupation des sols de la commune en 2018 (CLC).

L'occupation des sols de la commune, telle qu'elle ressort de la base de données européenne d’occupation biophysique des sols Corine Land Cover (CLC), est marquée par l'importance des territoires agricoles (58,2 % en 2018), en diminution par rapport à 1990 (60,4 %). La répartition détaillée en 2018 est la suivante : 
terres arables (43,2 %), forêts (17,8 %), zones industrielles ou commerciales et réseaux de communication (16,9 %), prairies (9,3 %), zones urbanisées (7,1 %), cultures permanentes (4 %), zones agricoles hétérogènes (1,7 %).
L'IGN met par ailleurs à disposition un outil en ligne permettant de comparer l'évolution dans le temps de l’occupation des sols de la commune (ou de territoires à des échelles différentes). Plusieurs époques sont accessibles sous forme de cartes ou photos aériennes : la carte de Cassini (XVIIIe siècle), la carte d'état-major (1820-1866) et la période actuelle (1950 à aujourd'hui).

## Toponymie
- 857 : Avignaco ou Aviniago.
- 1793 : Augny
- 1915-1918 : Auning
- 1940-1944 : Auningen

## Histoire
Village du Pays messin.
Anciennement « Auvinacum » à l’époque gallo-romaine.
Fief seigneurial partagé en six seigneuries.
Dépendait de l’ancienne province des Trois-Évêchés.
Siège célèbre tenu par les habitants d’Augny à la tour Saint-Benoît, en 1444, contre les Écorcheurs de Charles VII.
Avant la Révolution française, une communauté juive importante était présente. Certains de ses membres acquittaient les plaids annaux. Son importance est attestée par la présence d’une synagogue rasée par les nazis lors de la seconde annexion et son cimetière. Celui-ci servait aussi bien que pour les Juifs d’Augny que pour ceux de Marly tout proche. Dès 1790 de nombreuses familles migrent vers Montigny-lès-Metz puis vers Metz.
Comme les autres communes du département de la Moselle, Augny est annexée en 1871 à l’Empire allemand. Sur une partie des terrains de la commune, fut installée vers 1900 une base de zeppelins. La base de zeppelins devint un terrain d’aviation militaire pour l’armée allemande peu avant la Première Guerre mondiale. Tous les as allemands de l’époque passèrent par cette base entre 1914 et 1918. Les Français reprendront le terrain militaire en 1918 et réaménageront la base aérienne.
Augny fut occupée par l'armée allemande durant la Seconde Guerre mondiale. Le village est libéré le 20 novembre 1944 par le 23e bataillon d'infanterie américain.
Compte tenu de sa proximité avec la base aérienne, Augny fut détruite à 80 % par les bombardements américains de 1944.
La base aérienne 128 Metz-Frescaty, qui fut réaménagée sur ces terrains militaires après la guerre, ferme en 2012. En 2021, elle est remplacée par un centre de distribution robotisé d'Amazon.

## Démographie
Les habitants sont appelés les Aunéens.
L'évolution du nombre d'habitants est connue à travers les recensements de la population effectués dans la commune depuis 1793. Pour les communes de moins de 10 000 habitants, une enquête de recensement portant sur toute la population est réalisée tous les cinq ans, les populations de référence des années intermédiaires étant quant à elles estimées par interpolation ou extrapolation. Pour la commune, le premier recensement exhaustif entrant dans le cadre du nouveau dispositif a été réalisé en 2004.

En 2022, la commune comptait 2 127 habitants, en évolution de +13,44 % par rapport à 2016 (Moselle : +0,52 %, France hors Mayotte : +2,11 %).
| 1793 | 1800 | 1806 | 1821 | 1836 | 1841 | 1861 | 1866 | 1871 |
| ---- | ---- | ---- | ---- | ---- | ---- | ---- | ---- | ---- |
| 719  | 760  | 592  | 649  | 696  | 656  | 655  | 660  | 639  |

| 1875 | 1880 | 1885 | 1890 | 1895 | 1900 | 1905 | 1910 | 1921 |
| ---- | ---- | ---- | ---- | ---- | ---- | ---- | ---- | ---- |
| 623  | 604  | 583  | 583  | 611  | 647  | 697  | 566  | 498  |

| 1926 | 1931 | 1936 | 1946 | 1954 | 1962  | 1968  | 1975  | 1982  |
| ---- | ---- | ---- | ---- | ---- | ----- | ----- | ----- | ----- |
| 644  | 650  | 709  | 455  | 676  | 1 074 | 1 148 | 1 390 | 1 503 |

| 1990  | 1999  | 2004  | 2006  | 2009  | 2014  | 2019  | 2022  | - |
| ----- | ----- | ----- | ----- | ----- | ----- | ----- | ----- | - |
| 1 576 | 1 738 | 2 467 | 2 478 | 2 245 | 1 884 | 2 165 | 2 127 | - |

### Cultes
La ville possède une église catholique, l'église Saint-Jean-Baptiste.

### Enseignement
Augny possède une école maternelle (école Les Galopins) et une école élémentaire (école Le Patural).
Après l'école élémentaire, les élèves rejoignent pour la plupart le collège Jean-Mermoz de Marly.

## Économie
La ville est réputée pour sa zone commerciale : la zone Actisud.

## Culture locale et patrimoine

### Lieux et monuments

#### Édifices civils

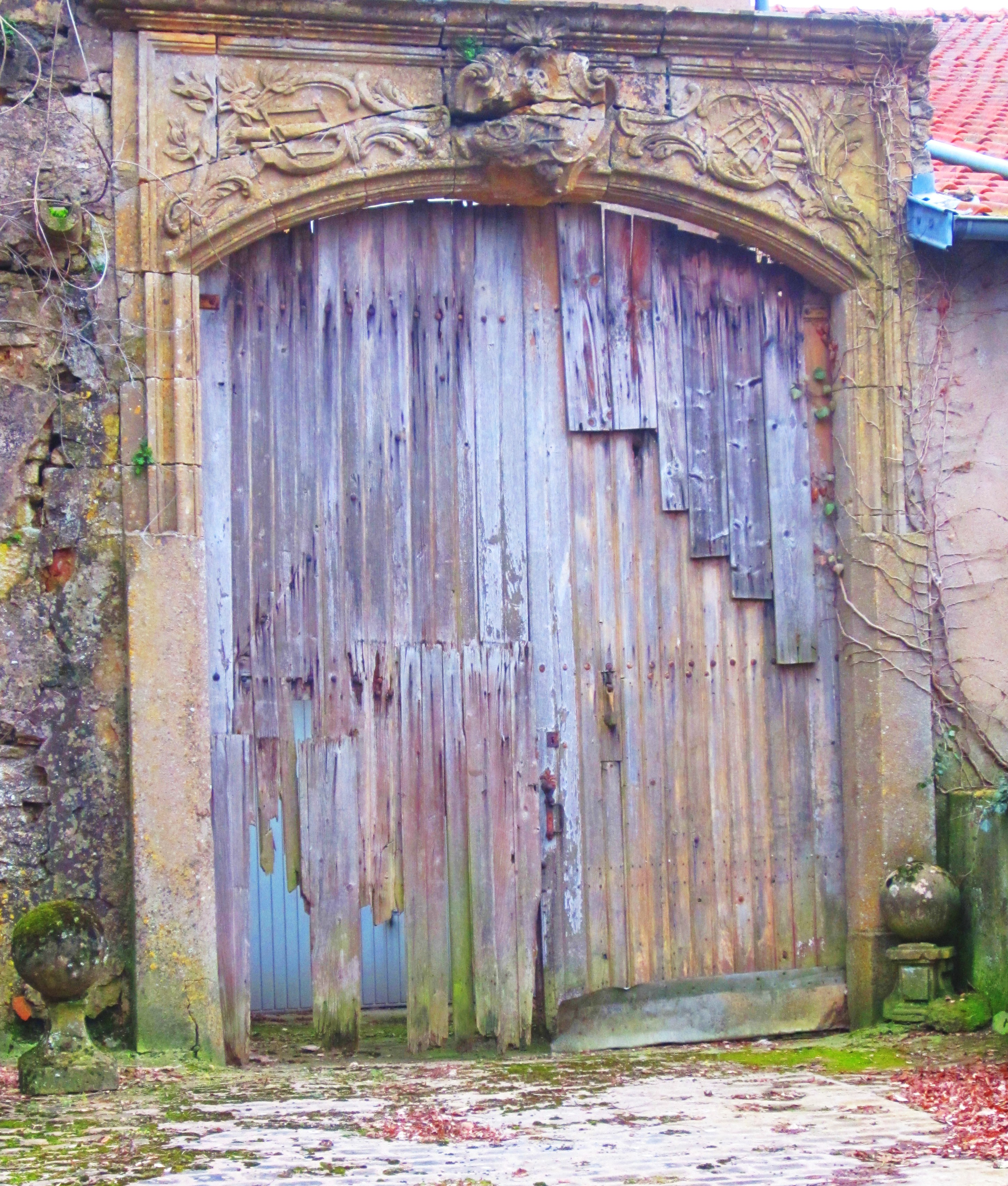
Porte de la ferme-château de Grosyeux.
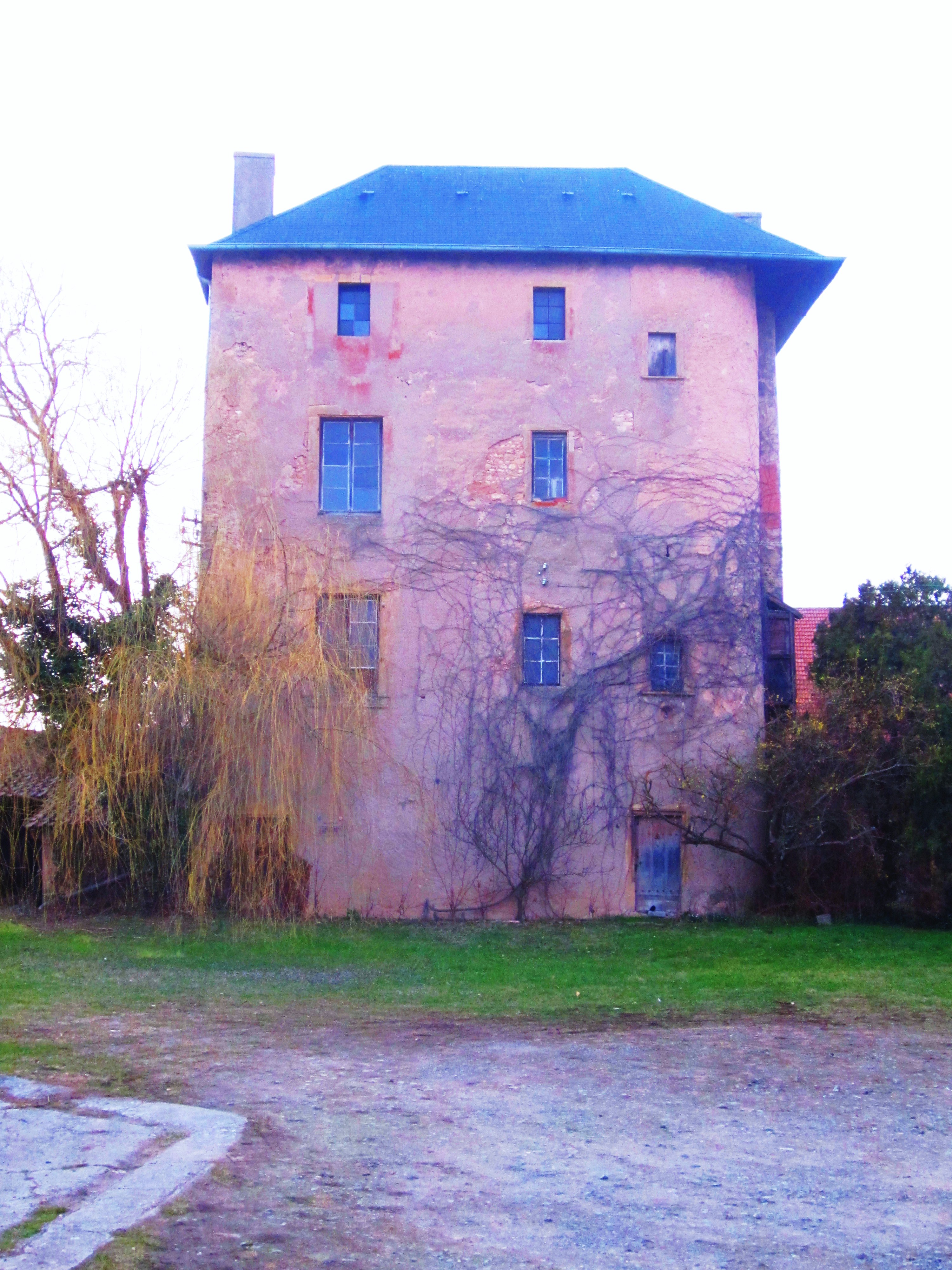
La tour Saint-Benoît.

- Traces de l’aqueduc romain de Gorze à Metz.
- Ferme-château de Prayelle XIIIe, remaniée : une porte et une fenêtre à arc trilobé, salle du rez-de-chaussée voûtée d'ogives XVe siècle.
- Ferme-château de Grosyeux 16e (MH), logis remaniés XVIIIe et XIXe ; quatre tours rondes.
- Château d’Augny XIVe, remanié XVIIe et XIXe : bâtiment rectangulaire à trois étages.
- Ancien château fort Saint-Blaise, réduit en ruines par les Messins en 1543 ; le donjon subsiste jusqu'en 1809 ; les derniers vestiges disparurent à la fin du XIXe siècle.
- La tour Saint-Benoît : nombre d'habitants du village se réfugièrent et siégèrent dans cette tour en 1444 lors de combats contre les « écorcheurs » de Charles VII qui pillaient le village[21].
- Cimetière israëlite, du milieu du XIXe siècle.

#### Édifices religieux
- Église Saint-Jean-Baptiste de 1867, de style néo-gothique. Elle a été restaurée après les graves dommages de la Seconde Guerre mondiale. Elle remplace une ancienne église fortifiée de 1489.
- Chapelle de Grosyeux : statue en bois de saint Roch, XVe ; statue dorée de la Vierge en bois, XVIIIe.
- Chapelle au domaine de Mazenod.
- Ancienne synagogue au numéro 10-12 rue de Féy, elle fut aliénée en 1924. Il n'en reste aucun vestige.

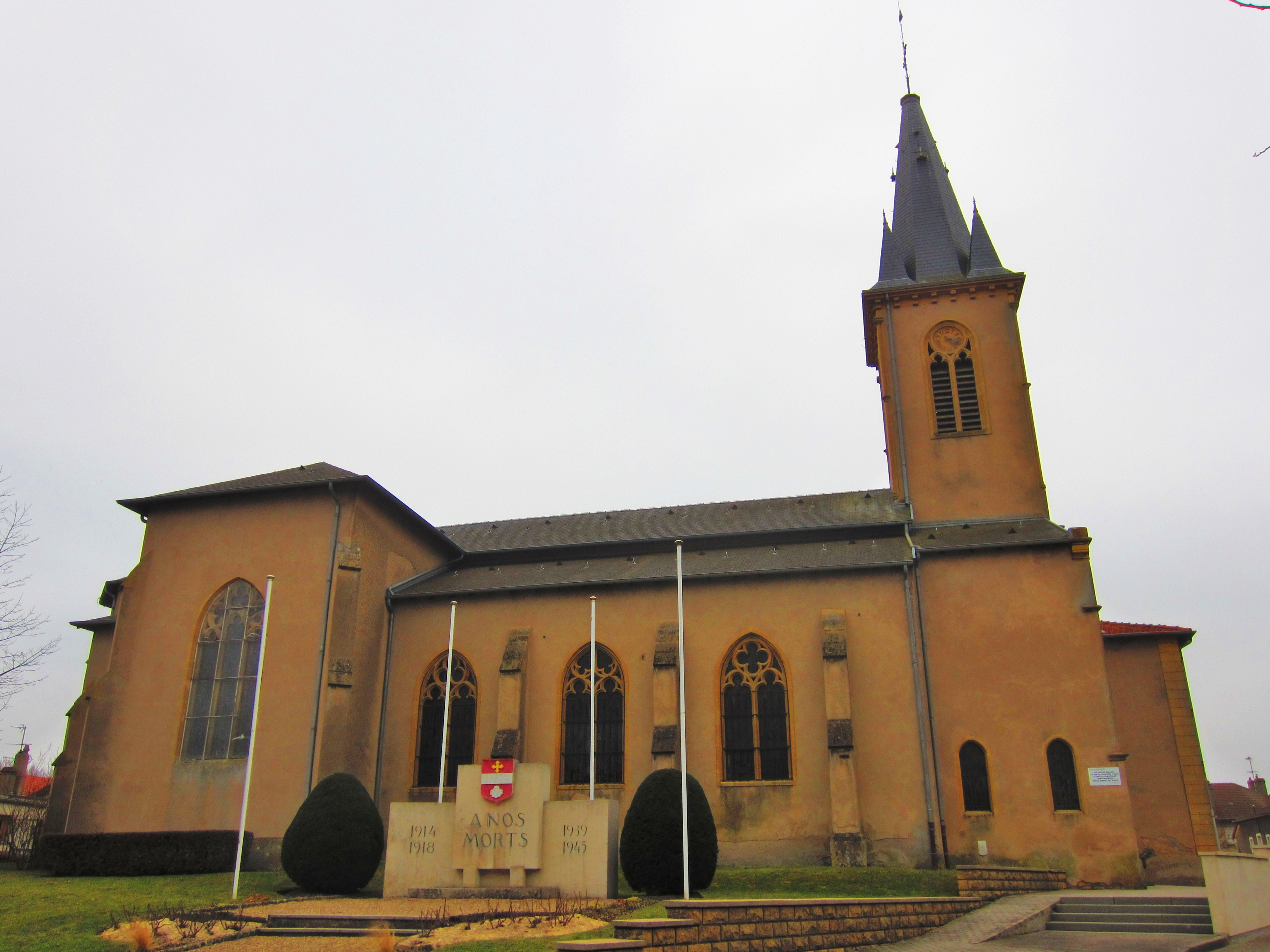
Église Saint-Jean-Baptiste.
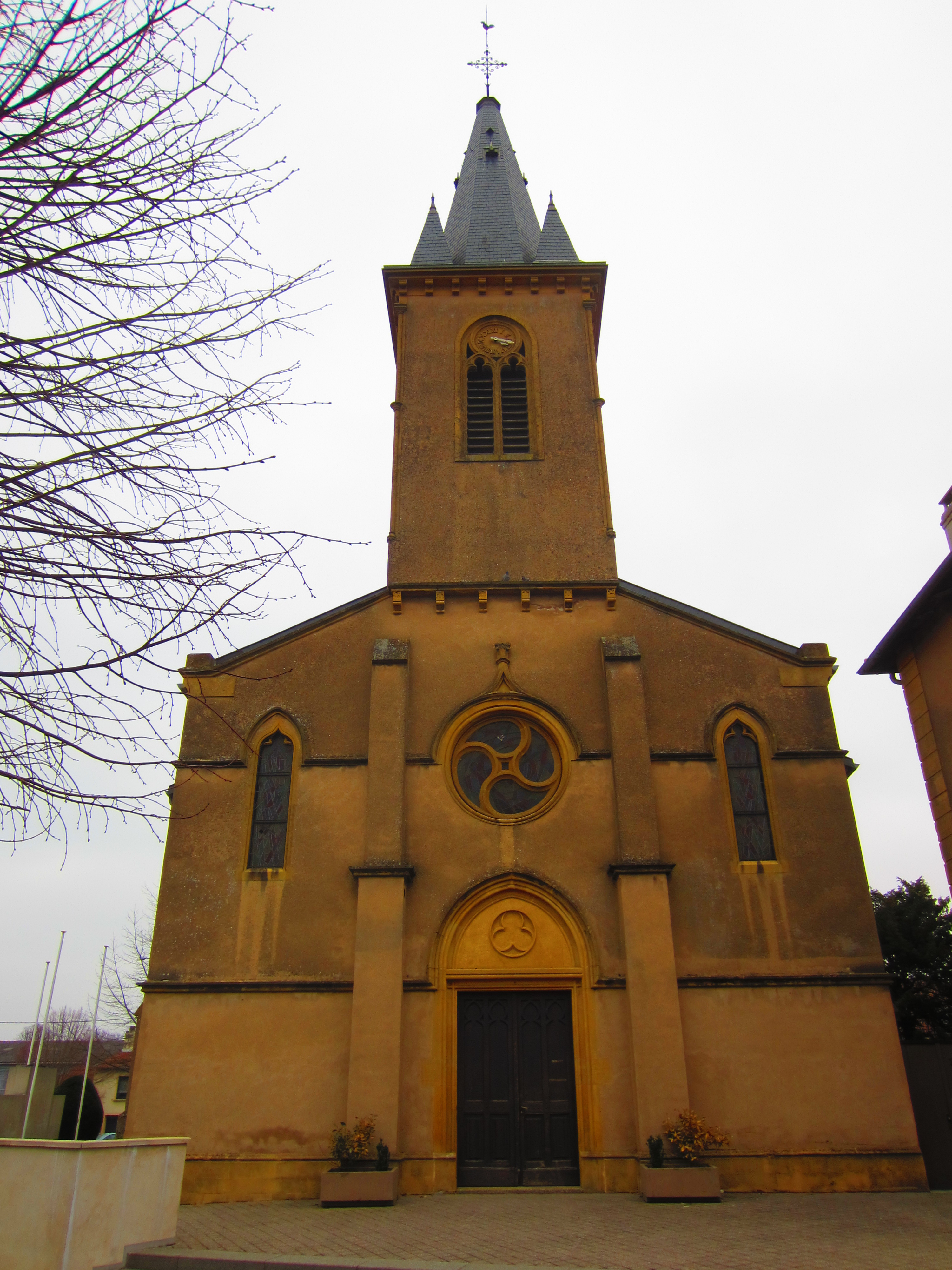
Façade de l'église Saint-Jean-Baptiste.
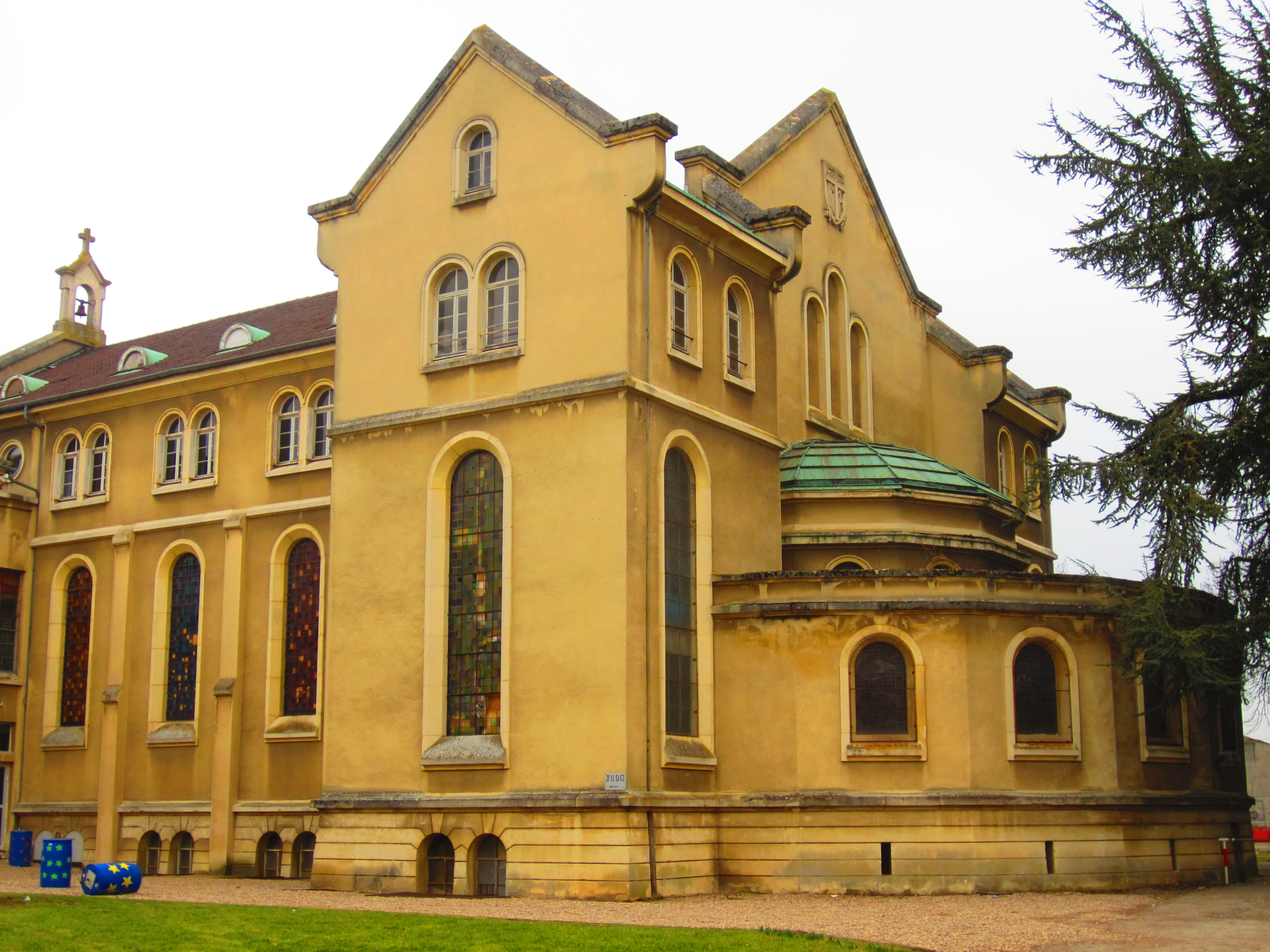
Chapelle au domaine de Mazenod.
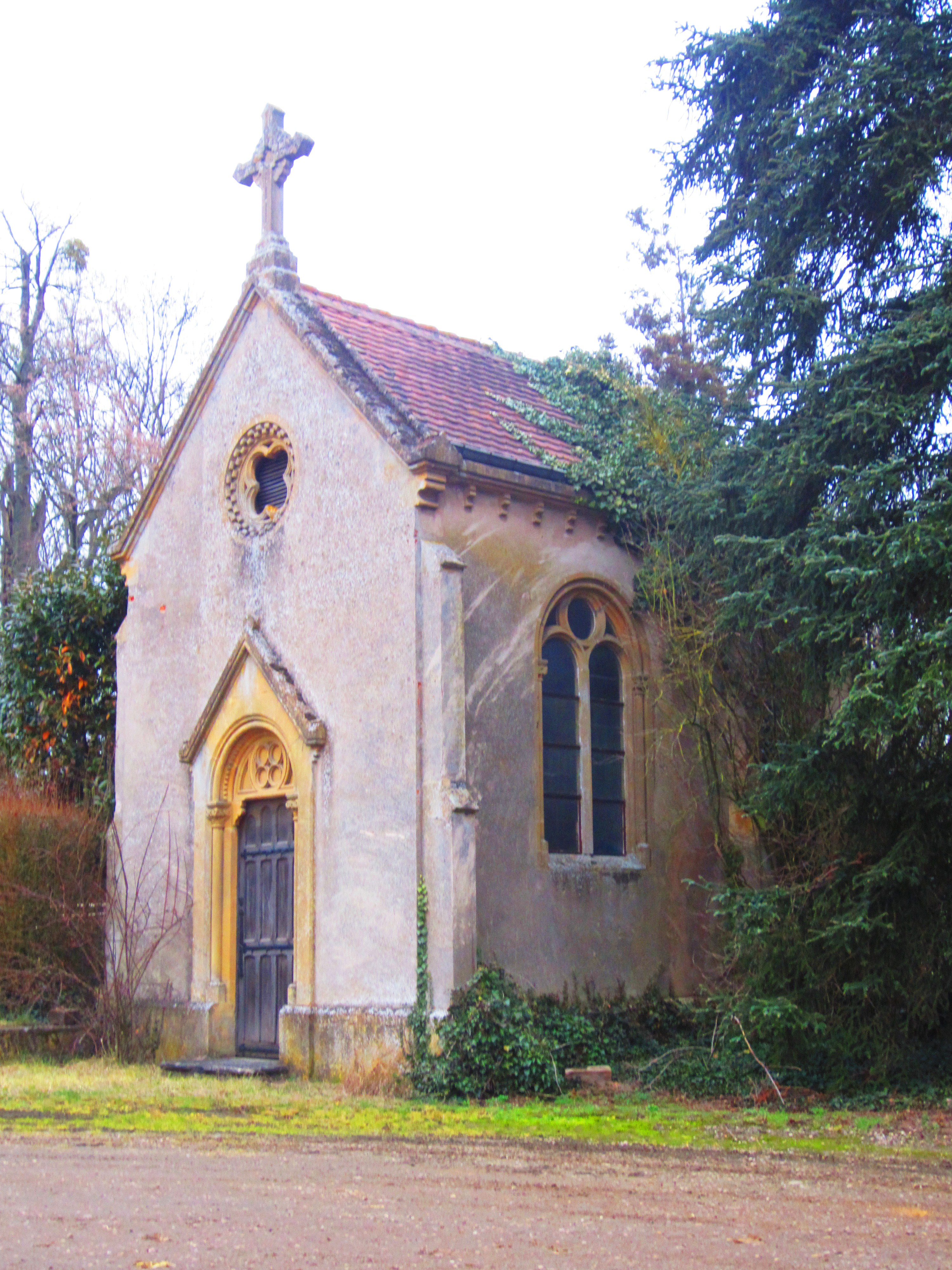
Chapelle de Grosyeux.
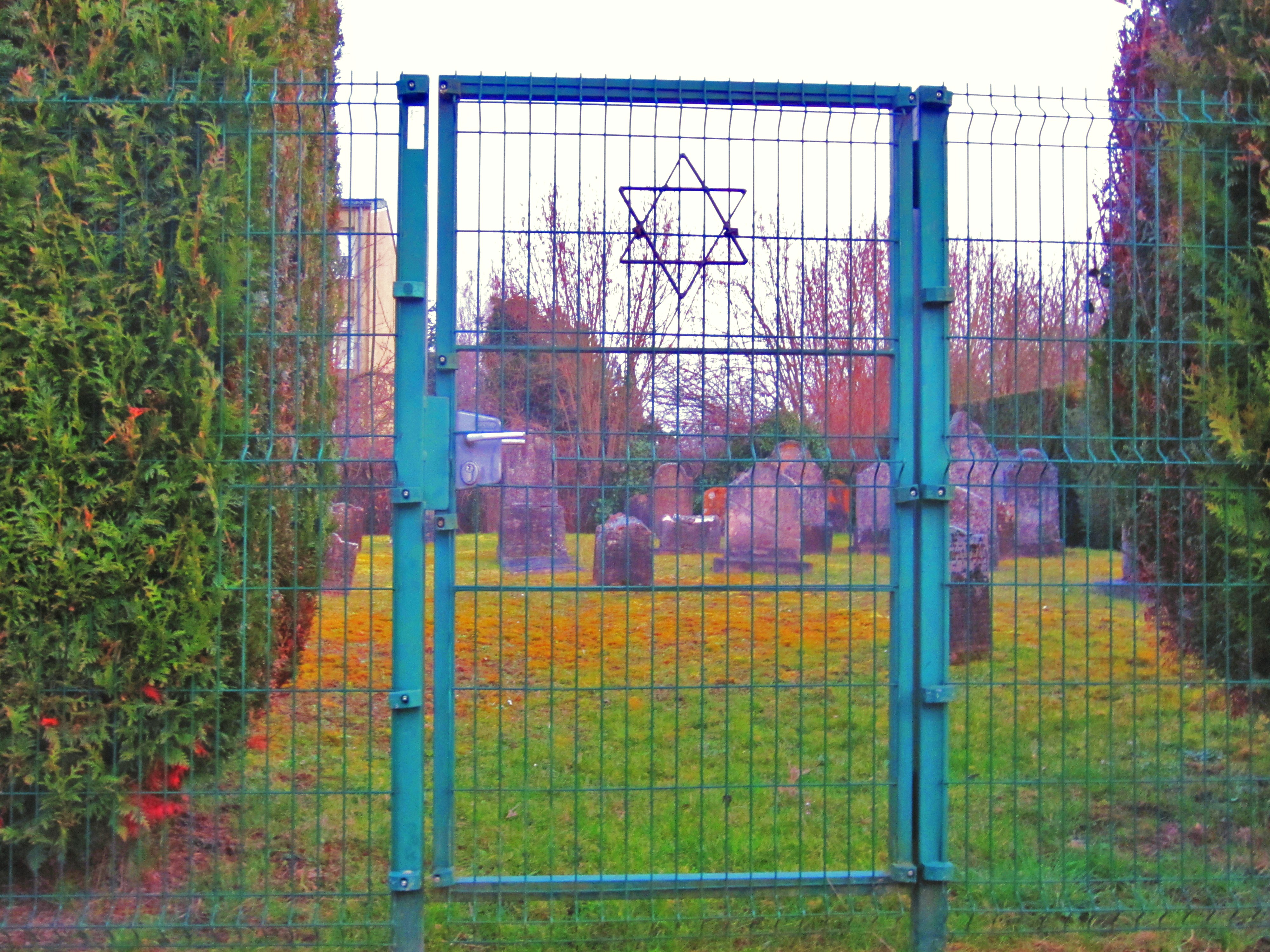
Cimetière israëlite.

### Ouvrages militaires
- Le fort Saint-Blaise appartenant au groupe fortifié Verdun (Feste Haeseler) sur la seconde ceinture fortifiée de Metz.
- Bunker situé rue de Metz : il servait à l'époque de centrale téléphonique aux Allemands[21].
- Deux bunkers situés dans le bois Saint-Jean.

### Lieux
- La base aérienne 128 de Marly-Frescaty : fermée en 2012.
- La place Saint-Jean.

### Domaine de Mazenod
Le domaine a été construit au XIXe siècle par les pères Oblats de Marie-Immaculée.
Il sert de collège privé jusqu’à sa fermeture et la fusion avec le collège de Cuvry en 2002.
La municipalité rachète la propriété en 2004 ainsi qu’une partie du parc attenant (une douzaine d’hectares). Le cercle Saint-Jean et les associations qui lui sont rattachées s’installent dans les lieux.
La municipalité souhaite réhabiliter la chapelle en lieu de représentation pour les artistes et accueillir une maison de la DDASS. Elle a agrandi le parking et désire également agrandir le parc avec l’aide d’un paysagiste.

#### Ferme de Mazenod
Une ferme près du domaine de Mazenod est reconstruite après Seconde Guerre mondiale pour remplacer la ferme initiale, entièrement rasée lors des bombardements. Elle était exploitée par les pères Oblats qui vivaient au domaine depuis 1922 en semi-autarcie alimentaire (étable, écurie, porcherie, poulailler, menuiserie, caves et remises, stocks de paille, grain, foin et de bois). Des chambres étaient aménagées, seules pièces encore utilisées dans les dernières années d’existence du collège.
À la suite de l'acquisition du domaine par la municipalité, le bâtiment de la ferme de Mazenod a fait l'objet d'une réhabilitation complète pour accueillir le complexe municipal Jean-Dziedzic (investigateur du projet et maire de l’époque) : salle omnisports au premier étage, services techniques municipaux et salle réservée aux jeunes (avec coin cuisine et espace rencontre) au rez-de-chaussée.

### Héraldique
| Blason de Augny | Blason  | De gueules à la fasce d'argent, accompagnée d'une croisette tréflée d'or en chef et d'une coquille d'argent en pointe. |
| Blason de Augny | Détails | Le statut officiel du blason reste à déterminer.                                                                       |

## Pour approfondir